# Thanh Ngọc (ca sĩ)
Lê Thanh Ngọc, thường được biết đến với nghệ danh Thanh Ngọc (sinh ngày 13 tháng 8 năm 1983), là một nữ ca sĩ, diễn viên kiêm người dẫn chương trình truyền hình người Việt Nam. Năm 1998, Thanh Ngọc trở thành trưởng nhóm Mắt Ngọc, cùng với Ngô Quỳnh Anh, Thúy Nga và Duy Uyên là bốn giọng ca nổi bật được Nhà thiếu nhi thành phố tuyển chọn.
Sau khi rời Mắt Ngọc vào năm 2004, Thanh Ngọc tốt nghiệp trường Cao đẳng Sư phạm TP.HCM và trở thành ca sĩ tự do thành công khi đạt Giải nhì Tiếng hát truyền hình Thành phố Hồ Chí Minh năm 2005, Giải nhì thể loại Dân ca tại cuộc thi Giọng ca vàng Asean 2012. Cô thường xuyên góp mặt trong các chương trình ca nhạc truyền hình, các video ca nhạc thiếu nhi và làm giám khảo nhiều cuộc thi âm nhạc lớn.
Song song với sự nghiệp ca sĩ, Thanh Ngọc còn thành công rực rỡ trong lĩnh vực điện ảnh khi đạt Giải Mai Vàng năm 2009 dành cho "Nữ diễn viên điện ảnh - truyền hình" (phim Ký ức mong manh) và giải thưởng Liên hoan truyền hình toàn quốc năm 2010 cho "Nữ diễn viên xuất sắc" (phim Mẹ chồng nàng dâu).

## Tiểu sử
Lê Thanh Ngọc sinh ngày 13 tháng 8 năm 1983 tại Thành phố Hồ Chí Minh, quê nội ở Tiền Giang. Cô bén duyên với nghệ thuật từ rất sớm.
Năm lên 11 tuổi, mẹ mới có điều kiện dắt Thanh Ngọc đến với Nhà thiếu nhi thành phố Hồ Chí Minh. Đây là nơi tìm kiếm và bồi dưỡng tài năng âm nhạc dành cho lứa tuổi thiếu niên - nhi đồng khá nổi tiếng, cùng sinh hoạt tại đây còn có các ca sĩ và ban nhạc thành danh sau này như: Mây Trắng, Ngọc Linh, Diễm Quyên, Yến Trang, Yến Nhi, hoa hậu Thùy Lâm, Tóc Tiên... Song do có được chất giọng thiên phú, cô từng sinh hoạt trong Đội ca Nhà thiếu nhi thành phố Hồ Chí Minh.
Năm 1998, Thanh Ngọc là 1 trong 4 giọng ca nổi bật được Nhà thiếu nhi thành phố tuyển chọn vào nhóm Mắt Ngọc cùng với Ngô Quỳnh Anh, Thúy Nga và Duy Uyên. Cô là cựu nhóm trưởng của nhóm nhạc nữ Mắt Ngọc - một thời là nhóm nhạc nữ thần tượng của thế hệ 8X, 9X. Thời hoàng kim, nhóm cực kỳ đắt show.
Thanh Ngọc nhanh chóng trở thành một giọng ca chủ lực, năm nào cũng nằm trong những "đại biểu" được tham dự Liên hoan búp sen hồng toàn quốc, cũng như có mặt thường xuyên trong các chương trình ca nhạc Tuổi thần tiên, trong chương trình văn nghệ thiếu nhi (Đài Truyền hình TP) và "vô số" cuốn VHS ca nhạc thiếu nhi của các hãng băng đĩa tại Sài Gòn như Bến Thành Audio, Trùng Dương Audio,... Cô tham gia đủ mọi "thể loại", từ tốp ca, song ca, đơn ca cho đến...diễn viên, MC.
Năm 16 tuổi, Thanh Ngọc không còn thiếu nhi song cũng chưa phải người lớn nên không có "sân chơi". Các thầy phụ trách như Trần Thanh Tùng, Nguyễn Ngọc Thiện lúc ấy bèn thành lập nhóm Tuổi Hồng, thu gom hết các đội viên trưởng thành, có khoảng trên dưới 20 người. Thế nhưng, tiêu chí và hình thức hoạt động của Tuổi Hồng không hiệu quả, các thầy bèn tách nhỏ, lựa ra những "con ngựa chiến" nhất làm thành Mắt Ngọc, mà theo lời các "thầy", Thanh Ngọc được xem như "đầu tàu". Cuộc ra mắt trình làng đầu tiên của Mắt Ngọc là hát bè cho ca sĩ Mỹ Linh, Lam Trường, Nhật Hào trong chương trình Giai điệu châu Á diễn ra tại Nhà thi đấu Phan Đình Phùng năm 1997.

## Sự nghiệp

Thanh Ngọc vào năm 2024.

Năm 1998, Sau khi chọn lọc thay đổi các thành viên, Mắt Ngọc chính thức bước vào con đường ca nhạc chuyên nghiệp với 4 thành viên: Thanh Ngọc, Ngô Quỳnh Anh, Thúy Nga, Duy Uyên. Với giọng ca nội lực, Thanh Ngọc đảm nhiệm giọng ca chính và là nhóm trưởng của Mắt Ngọc - một thời là nhóm nhạc nữ thần tượng của thế hệ 8X 9X, thời hoàng kim nhóm cực kỳ đắt show.
Năm 2003, Ngô Quỳnh Anh rời nhóm. Với đội hình 3 thành viên còn lại, nhóm duy trì được hơn 1 năm thì vào ngày 1 Tháng 11 năm 2004, Thanh Ngọc chính thức tách khỏi Mắt Ngọc vì những lý do cá nhân và bắt đầu sự nghiệp solo sau khi đạt giải nhì cuộc thi Tiếng hát truyền hình TPHCM năm 2005. Sau cuộc thi, Thanh Ngọc được khán giả yêu mến qua nhiều ca khúc như: Hãy Buông Tay Em, Cà Phê Đắng Và Mưa. . Bước khởi đầu sự nghiệp khá khó khăn bởi ảnh hưởng quá lớn của cái tên Mắt Ngọc, nhưng với niềm đam mê và ước muốn được hát, Thanh Ngọc đã cố gắng khẳng định chất riêng của mình.
Gần 20 năm gắn bó với nhóm Mắt Ngọc bằng sự nỗ lực khổ luyện vừa học thanh nhạc, vũ đạo vừa tham gia biểu diễn, Thanh Ngọc đã tạo được dấu ấn về hình ảnh của mình trong lòng công chúng tuổi teen. Và cái tên Thanh Ngọc đã xuất hiện trong nhiều chương trình ca nhạc trên truyền hình như Quà tặng trái tim, Giai điệu tình yêu, Thế giới V-Pop..., các sân khấu ca nhạc, các phòng trà tại TP. HCM... như phần nào ghi nhận những thành quả từ sự cố gắng của một ca sĩ trẻ.
Năm 2005, là một năm đặc biệt đáng nhớ đối với Thanh Ngọc khi cô tham gia cuộc thi Tiếng hát Truyền hình TP. HCM và đạt giải nhì, với khá nhiều áp lực từ phía đồng nghiệp và công chúng. Giải nhì của cuộc thi phần nào khẳng định được khả năng phát triển của Thanh Ngọc trong tương lai giúp tên tuổi Thanh Ngọc càng được công chúng chú ý và biết đến nhiều hơn. Những ca khúc trữ tình như: Phút giây chia tay (NS Thái Thịnh), Khi em đang khóc (NS Vĩnh Tâm), Đôi mươi tuổi xuân (NS Vũ Quốc Việt), Lặng nhìn mùa thu (NS Đỗ Đình Phúc)...Nhưng nổi tiếng nhất là hai ca khúc mà nhạc sĩ Nguyễn Văn Chung dành riêng cho cô là "Hãy buông tay em", "Cafe đắng và mưa". Hai ca khúc với giai điệu buồn, cùng với giọng hát du dương, không kém phần nồng nàn mê đắm của Thanh Ngọc đã chiếm được tình cảm của khán giả, đạt hàng triệu lượt nghe trên các trang nhạc trực tuyến và đứng vững ở nhiều bảng xếp hạng âm nhạc suốt một thời gian dài.
Phát huy chất giọng soprano mượt mà, phong cách thể hiện giàu cảm xúc, Thanh Ngọc đã tạo được nét rêng, ghi dấu ấn thành công trong album vol 1 Vỗ về giấc mơ, với dòng nhạc pop mang hơi hướng R & B như: Bắt đầu từ khi yêu anh, Vỗ về giấc mơ, Người đã trao em tình yêu, Khi em đang khóc...Thanh Ngọc tiếp tục khẳng định vị thế của mình trong làng ca hát với album vol 2 Tình yêu diệu kỳ, gồm 12 ca khúc đa sắc màu, phong cách, thể loại âm nhạc từ pop, dance, R & B đến rock alternative, pop ballad.
Thanh Ngọc còn lấn sân làm diễn viên và cả MC truyền hình. Ở lĩnh vực nào, cô cũng đạt được những thành công khiến nhiều người mơ ước. Năm 2009, Thanh Ngọc đạt giải Mai Vàng. Năm 2010, cô tiếp tục đoạt giải Diễn viên xuất sắc Liên hoan phim truyền hình toàn quốc.
Cô đã tốt nghiệp khoa Nhạc - Họa của trường Cao đẳng Sư phạm TP.HCM (nay là Đại học Sài Gòn), Thanh Ngọc được giữ lại trường để học tiếp lên bậc Đại học và tương lai sẽ trở thành một giảng viên của trường. Song song đó là việc phát triển sự nghiệp ca hát của bản thân.
Sau này, vì chăm lo cho hạnh phúc gia đình với những biến cố lớn về sức khỏe, cộng với việc không có vai phù hợp nên Thanh Ngọc không đi phim, mà chỉ tập trung cho ca hát, lâu lâu ra sản phẩm để thỏa đam mê của mình.
Hiện nay, Thanh Ngọc đã chính thức quay lại với nghệ thuật để thỏa đam mê. Ngoài đi hát cô còn ra MV, tích cực tham gia các gameshow với nhiều vai trò khác nhau như ca sĩ và giám khảo ở nhiều cuộc thi.
Năm 2022 và 2023, Thanh Ngọc liên tục nhận lời mời làm giám khảo tại các gameshow và truyền hình thực tế về âm nhạc như: Hát cho ngày mai, Toả sáng ước mơ... và mới đây nhất là giám khảo các vòng đầu của chương trình The Voice 2023.

## Thành tích
- Giải nhì Tiếng hát Truyền hình Thành phố Hồ Chí Minh 2005[6]
- Giải Mai Vàng năm 2009 dành cho Nữ diễn viên suất sắc nhất - vai Thư ký Ức Mong manh[3]
- Nữ diễn viên xuất sắc Tại Liên hoan Truyền hình Toàn quốc lần thứ 30 - vai Lụa phim Mẹ chồng nàng dâu[3]
- Giải nhì thể loại Dân ca - Giọng ca vàng Asean 2012[10]

## Âm nhạc

### Album phòng thu
- Album Vol.1 Vỗ về giấc mơ (2006)[11]
- Album Vol.2 Tình yêu diệu kì (2008 - Top 5 liveshow tháng 10 Album vàng 2008)
- Album Vol.3 Nhật ký 1 chuyện tình (2010)
- Album Sau những ngày hạnh phúc (tình khúc Nguyễn Văn Chung) (2015)
- Album 1650 km (2017)
- Album Sau những ngày hạnh phúc (2017)
- Album Ngọc Nostalgia (2022)
- Album Ước nguyện đầu xuân (2023)

### MV/Single
- Single Ngày vắng anh
- Single Lạc
- Hãy buông tay em
- Phút giây mình chia tay
- Mưa lệ
- Chiếc lá
- Đôi khi (cùng Hồ Trung Dũng)
- Không hối tiếc (cùng Phan Việt Hải)
- Cafe đắng & mưa
- Vỗ về giấc mơ
- Ngày vắng anh
- Cho tôi lại từ đầu
- Bờ vai quá khứ
- Ngày vắng anh
- Thương ca mùa hạ
- Khép mi lại
- Sau những ngày hạnh phúc
- Ngàn năm vẫn đợi
- Khi người ta thay lòng
- Tình yêu đến trong giã từ
- Em vẫn tin tình yêu (Hamlet Trương)
- Và nhiều ca khúc khác

### OST
- Hãy yêu em lần nữa (OST Ký ức mong manh)
- OST Thụy khúc
- Nhớ (OST Chuyện xứ dừa)
- OST Tết này ta có nhau
- Mẹ chồng (OST Mẹ chồng nàng dâu)
- Cơ hội thứ hai (OST Nữ chủ)

### Ca khúc tiêu biểu
- Hai mươi
- Buộc em bằng những yêu thương
- Đôi khi
- Mấy khi
- An nhiên
- Người, nỗi buồn và ta
- Như chưa hề có cuộc chia ly
- Khi em đang khóc
- Đôi mươi tuổi thanh xuân
- Sao trong bình
- Sẽ mãi bên anh
- Bờ vai quá khứ
- Hai người một ngã rẽ
- Thư của mẹ
- Ngày vắng anh
- Hãy yêu em lần nữa
- Đóa vô thường
- Tình yêu diệu kì
- Lặng nhìn mùa thu
- Mẹ hiền yêu dấu
- Và nhiều ca khúc khác

### Ca khúc từng thể hiện
- Chiếc lá
- Giai điệu tình yêu
- Vẫn nợ cuộc đời
- Không bằng
- Người yêu cũ có người yêu mới
- Hai mươi hai
- Lời chúc đêm giáng sinh
- Cánh thiệp đầu xuân
- Đón tết quê hương
- Đã lâu lắm rồi
- Chiều xuân
- Mùa xuân lộc mới
- Khúc hát thanh xuân
- Ước nguyện đầu xuân
- Anh cho em mùa xuân
- Tình yêu đến trong giã từ
- Và nhiều ca khúc khác

## Phim ảnh
| Năm  | Tựa phim                  | Vai diễn      | Đóng chung                             | Kênh       | Ghi chú                                                   |
| ---- | ------------------------- | ------------- | -------------------------------------- | ---------- | --------------------------------------------------------- |
| 2007 | Nhật ký Vàng Anh (phần 2) | Cẩm Tú        | Hòa Hiệp, Hoàng Thùy Linh, Phương Linh | VTV3       |                                                           |
| 2008 | Tình yêu pha lê           | Thy           | Hứa Vĩ Văn                             | HTV7       |                                                           |
| 2008 | Một ngày không có em      | Thùy          | Lương Thế Thành                        | HTV7       |                                                           |
| 2008 | Đồng hồ cát               | Thần mùa xuân |                                        | Let's Viet |                                                           |
| 2008 | Sau ánh hào quang         | Mai           | Quang Thảo                             | Let's Viet |                                                           |
| 2009 | Hoa ngũ sắc               | Diễm Trâm     |                                        | Let's Viet |                                                           |
| 2009 | Ký ức mong manh           | Lê Thư        | Trí Quang, Huỳnh Anh Tuấn              | HTV7       | Giải Mai Vàng năm 2009 ở hạng mục Nữ diễn viên xuất sắc   |
| 2010 | Mẹ chồng nàng dâu         | Lụa           | Tấn Nhã, Kim Xuân                      | THVL1      | Nữ diễn viên xuất sắc tại Liên hoan Truyền hình toàn quốc |
| 2010 | Vũ điệu tình yêu          | Thu Duyên     | Phùng Ngọc Huy                         | HTV7       |                                                           |
| 2012 | Chuyện xứ dừa             | O Lài         | Tấn Nhã, Ngọc Tưởng, Ngọc Lan          | SCTV14     |                                                           |
| 2013 | Nước danh vọng            | Dương Kim     | Mạnh Hùng                              | VTV9       |                                                           |
| 2016 | Tết này ta có nhau        | Thảo          | Hòa Hiệp                               | MyTV       |                                                           |

## Chương trình truyền hình
| Chương trình                     | Vai trò        |                |
| -------------------------------- | -------------- | -------------- |
| Thăm nhà người nổi tiếng         | Khách mời      |                |
| Tam sao thất bản                 | MC, Người chơi |                |
| Văn nghệ thiếu nhi: Vườn âm nhạc | MC             |                |
| Ai nhanh hơn?                    | MC             |                |
| Tiếng ca học đường               | MC             |                |
| Ngôi sao tiếng hát truyền hình   | MC             |                |
| Hòa nhịp bạn trẻ                 | MC             |                |
| Cặp đôi hoàn hảo                 | MC             |                |
| Thành phố hôm nay                | MC             |                |
| Cao thủ đấu nhạc                 | Ca sĩ          |                |
| Giọng ải giọng ai                | Ca sĩ          |                |
| Studio Số 6                      | Ca sĩ          |                |
| Vẫn hát lời tình yêu             | Ca sĩ          |                |
| Tần số 15                        | Ca sĩ          |                |
| Vui cùng điệu lý câu hò          | Ca sĩ          |                |
| The Mashup – Hoán chuyển bất ngờ | Ca sĩ          |                |
| Gala Nhạc Việt                   | Ca sĩ          |                |
| Studio Session                   | Ca sĩ          |                |
| Gala nhạc Việt                   | Ca sĩ          |                |
| Lạ lắm à nha                     | Ca sĩ          |                |
| Không gian cảm xúc               | Ca sĩ          | mùa 2          |
| Chị đẹp đạp gió rẽ sóng          | Ca sĩ          | Thí sinh       |
| Đời nghệ sỹ                      | Khách mời      |                |
| Hạnh phúc ở đâu                  | Khách mời      |                |
| Khẩu vị ngôi sao                 | Khách mời      |                |
| Việt Nam tươi đẹp                | Khách mời      |                |
| Chat với mẹ bỉm sữa              | Khách mời      |                |
| Tỏa sáng ước mơ mùa 1            | Giám khảo      |                |
| Tỏa sáng ước mơ mùa 2            | Giám khảo      |                |
| Hát cho ngày mai                 | Giám khảo      |                |
| The Voice 2023                   | Giám khảo      | Vòng thử giọng |

- Và nhiều chương trình truyền hình khác